# Nový Amsterdam

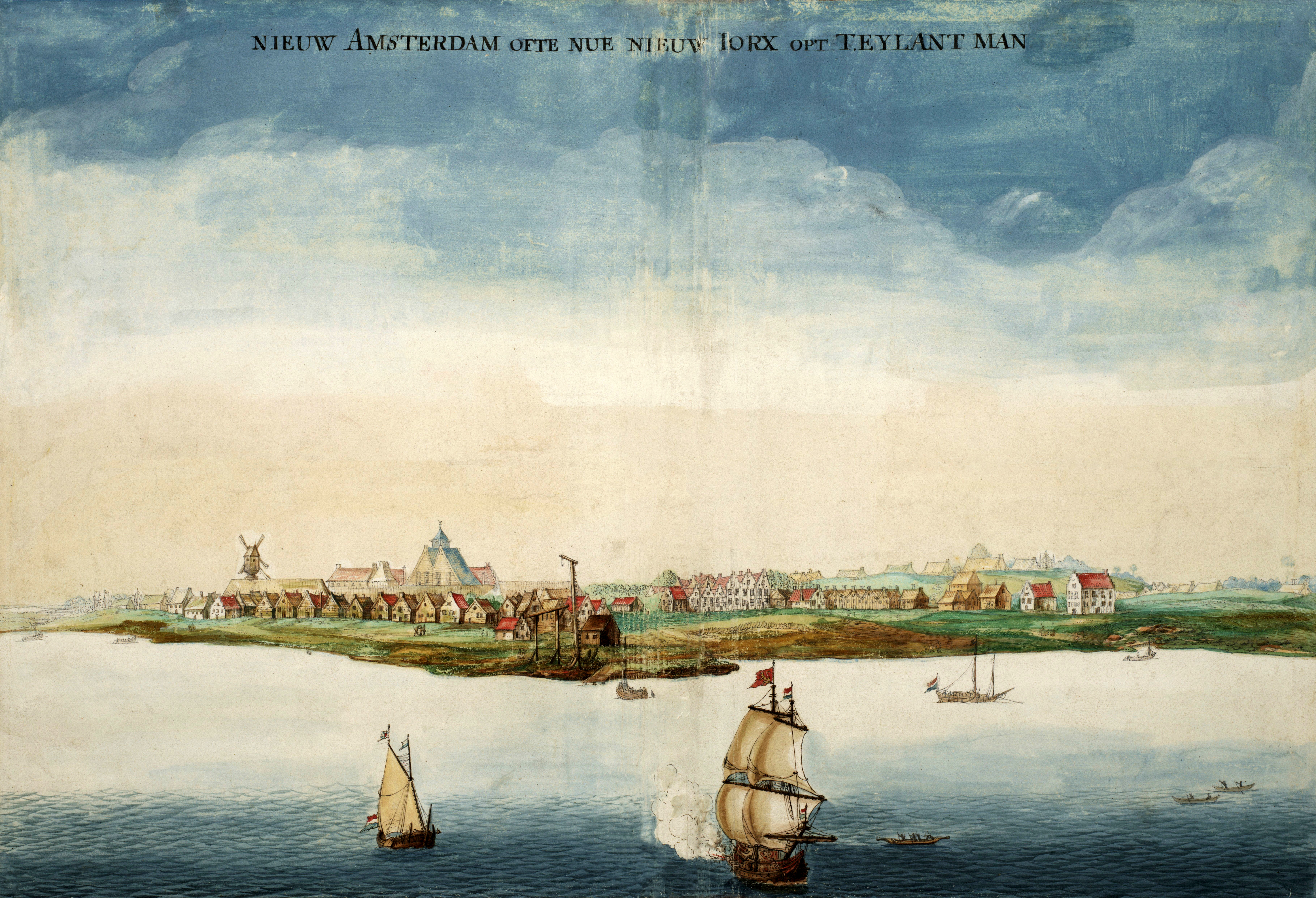
Nový Amsterdam v roce 1664

Nový Amsterdam (nizozemsky: Nieuw Amsterdam) bylo nizozemské koloniální město v Severní Americe, které bylo po získání Angličany přejmenováno na New York.
Město vzniklo v roce 1625 z osady za hradbami pevnosti Fort Amsterdam na ostrově Manhattan v oblasti Nového Nizozemska (1614 – 1664). Už v roce 1609 prozkoumal oblast Henry Hudson pro Nizozemskou východoindickou společnost. V roce 1625 byla zahájena stavba citadely. 
Městská práva získala osada Nový Amsterdam v roce 1653 a v roce 1665 byla včleněna do New Yorku, nyní je historie Nového Amsterdamu připomenuta i na oficiálním znaku New Yorku, kde rok 1625 (založení Nového Amsterdamu) nahradil původně uváděný rok 1664 (vydání rozhodnutí o městských právech pro Nové Nizozemce, reprezentované Petrem Stuyvesantem a jeho radou).

## Dějiny

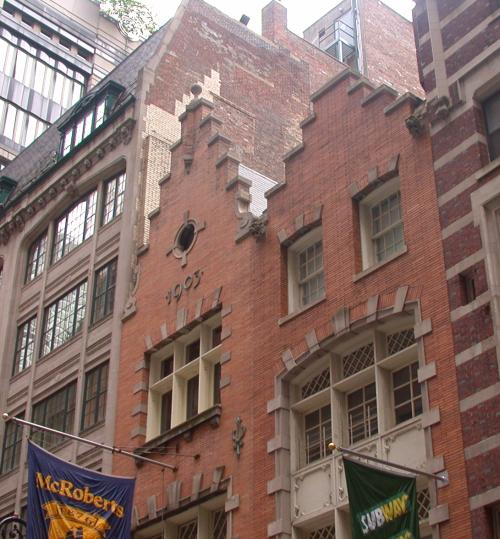
Domy postavené na Pearl Street na Dolním Manhattanu připomínají svými fasádami nizozemský původ města. Původní architektura Nového Amsterdamu zcela zanikla (i vinou požárů v letech 1776 a 1835).

### Rané osídlení (1609–1625)
První průzkum oblasti byl proveden lodí Halve Maen (Půlměsíc), kterou vedl kapitán Henry Hudson. Ten v roce 1609 pojmenoval zdejší řeku řekou Mauritius. Na své cestě měl najít pro Nizozemskou východoindickou společnost vhodné plavební trasy kolem Severní Ameriky podél jejího severního pobřeží, ale neuspěl, zaujaly ale jeho informace o bohatství bobřích kolonií, vhodných pro obchod s kožešinami. V následujících letech expedice Adriaena Blocka a Hendricka Christiansze prozkoumaly pobřežní oblast mezi 38. a 45. rovnoběžkami a připravily půdu pro první osídlení.
Až zhruba do roku 1623 platilo v oblasti Nového Nizozemska právo jednotlivých lodí, až poté zde byly zavedeny zákony nizozemské. Pro osídlení byla nejprve vybrána oblast u ústí řeky Hudson, vhodná z důvodů klimatických, přístupu k oceánu a snadnému kontaktu s indiány, se kterými osadníci vedli čilý výměnný obchod. V těchto místech vznikaly nové osady, mj. zárodek nynějšího města Albany.
Kolem roku 1624 žilo v budoucím Novém Amsterdamu asi 270 osadníků, existovala tu malá pevnůstka a mlýn.
Nebezpečí útoku kolonizátorů z jiných evropských zemí vedlo vedení Nizozemské západoindické společnosti k vytvoření plánu ochrany vzniklé oblasti. V roce 1625 byla většina osadníků přestěhována na Manhattan, kde Cryn Fredericks van Lobbrecht za řízení Willema Verhulsta vybudoval citadelu těsně nad jižním břehem ostrova.

### 1625–1674

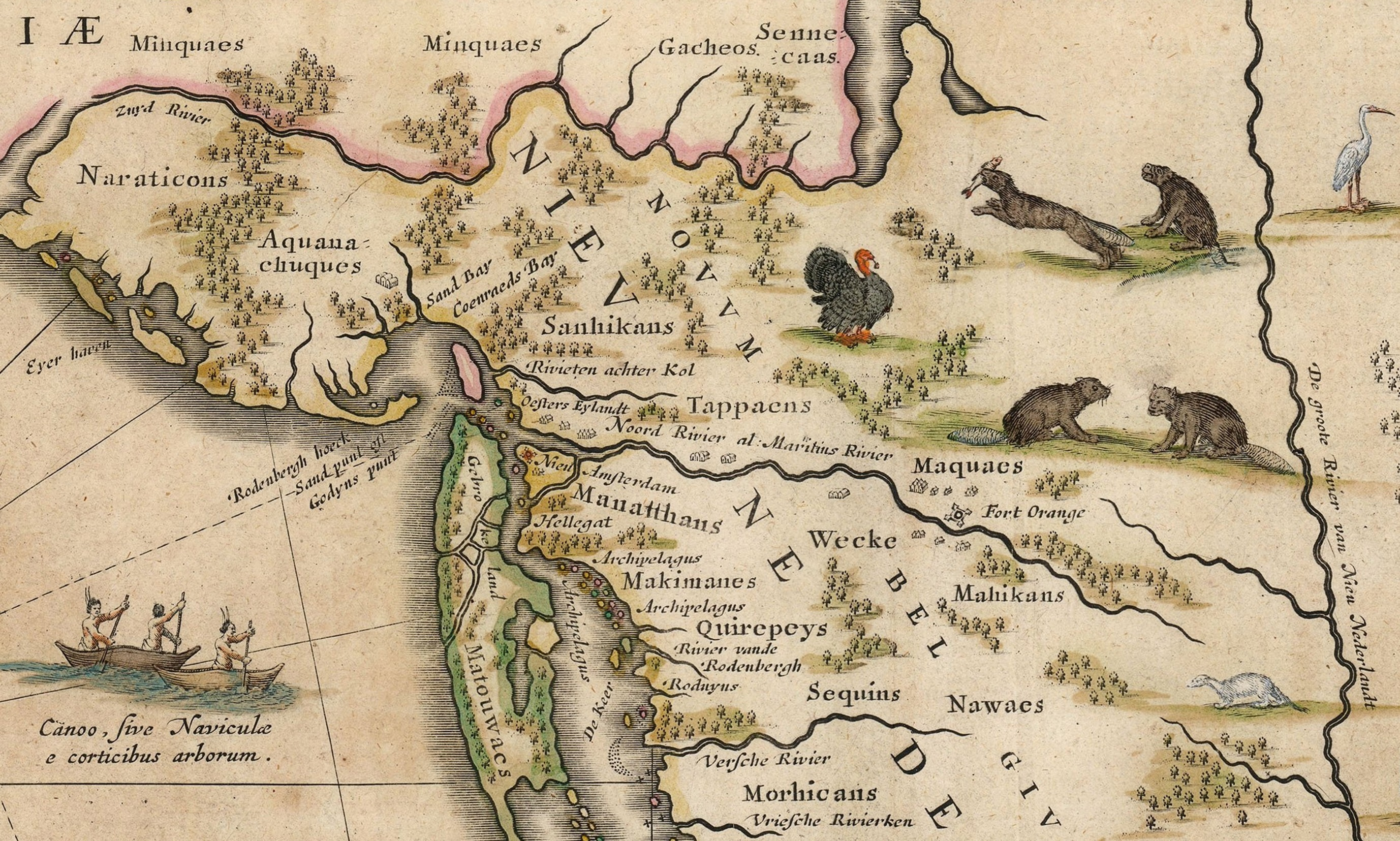
Mapa údolí řeky Hudson kolem roku 1634 (sever je vpravo)

Willem Verhulst byl v čele osady vyměněn v roce 1626 Peterem Minuitem. Ten za zboží v hodnotě 60 guildersů formálně odkoupil Manhattan od kmene indiánů-Lenapů Manahatta, aby ochránil osadu od jejich případných útoků. Přesné podmínky obchodu se nedochovaly, zpráva o něm je zachována v legendě.
Do budované pevnosti Fort Amsterdam byli brzy přestěhováni i obyvatelé z horního toku řeky Hudson, kde začala válka mezi Mohawky a Mohykány. Indiáni ohrozili Nový Amsterdam dvakrát - během Kieftovy a Broskvové války. Nizozemci se pokaždé ubránili. V domnění, že další nebezpečí od indiánů a od evropských zemí nehrozí, byly původní plány na vybudování velké pevnosti postupně redukovány.

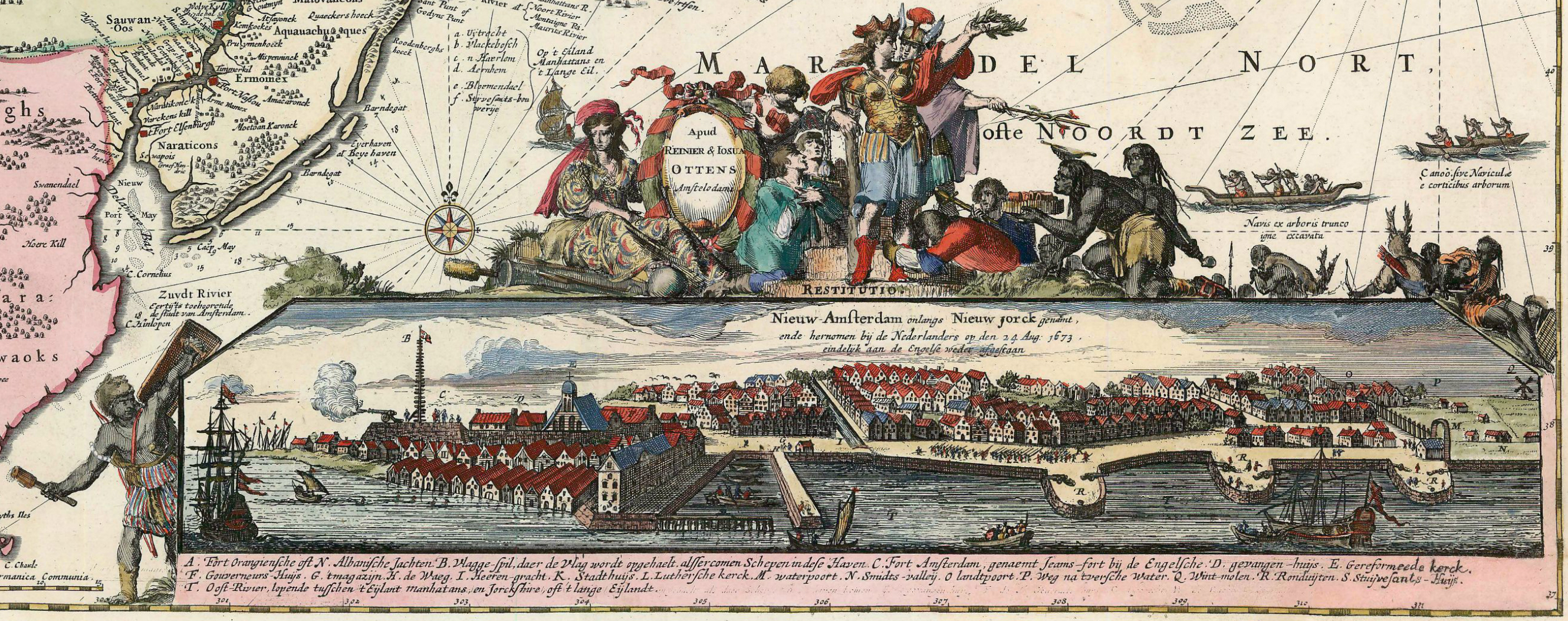
Nový Amsterdam kolem roku 1674

2. února 1653 získal Nový Amsterdam městská práva. V následujícím roce se ve městě objevily skupiny Židů, jak s pasy, tak uprchlíků před portugalskými antisemity. Úřady Nového Amsterdamu jim udělily právo na usídlení, Nový Haarlem byl oficiálně ustaven v roce 1658. 
V roce 1664, i když byl mezi Nizozemskem a Anglií mír, připluly 27. srpna k pobřeží Nového Amsterdamu čtyři válečné lodě a požadovaly kapitulaci Nového Nizozemska. Událost vedla k druhé anglicko-nizozemské válce. Na základě Dohody z Bredy z roku 1667 si Nizozemsko dále nečinilo nárok na Nové Nizozemsko a to připadlo Anglii. Město bylo přejmenováno na New York podle vévody z Yorku (pozdějšího krále Jakuba II.).
Po třetí anglicko-nizozemské válce bylo Nové Nizozemsko znovu krátce dobyto Nizozemci a přejmenováno na Nové Oranžsko (Anthony Colve se stal prvním guvernérem, do té doby oblast spravovali ředitelé Západoindické společnosti), ale po podpisu Westminsterského míru připadlo město definitivně Anglii a od té doby má trvale jméno New York.

## Mapy Nového Amsterdamu

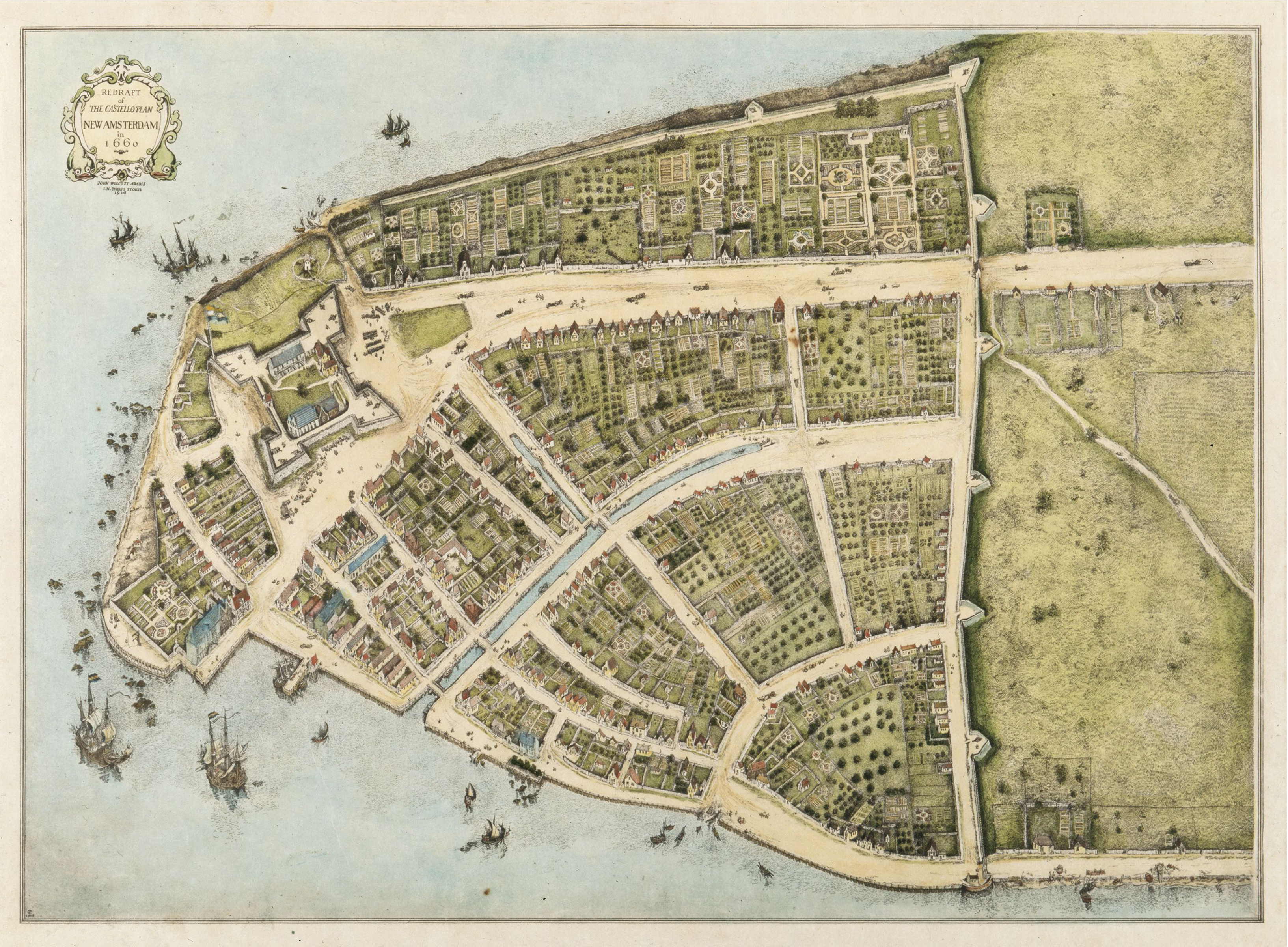
Kopie Castellova plánu Nového Amsterdamu z roku 1660.

Postup kolonizace Nového Amsterdamu je dokumentován na mapách. Nejpodrobnější z nich je Castellův plán, na němž jsou podle všeho zachyceny prakticky všechny budovy tehdejšího města. Díky Seznamu Nicasia de Sille z roku 1660, obsahujícím soupis obyvatel Nového Amsterdamu s jejich adresami, je možné všechny objekty i dobře identifikovat.
Existence těchto plánů velmi pomohla při archeologických výzkumech. Například nález základů radnice (Stadthuys) byl ulehčen s použitím Castellova plánu.